# Тихонович Анатолій Дмитрович
Анатолій Дмитрович Тихонович (нар. 5 грудня 1951, Борислав) — радянський та український футболіст, який грав на позиції півзахисника. Відомий за виступами у низці українських клубів другої ліги.

## Клубна кар'єра
Анатолій Тихонович народився у Бориславі, та є вихованцем стрийської ДЮСШ. Розпочав виступи на футбольних полях у 1970 році в складі команди класу «Б» «Нафтовик». З 1971 року Тихонович грав за аматорську команду «Авангард» зі Стрия. У 1972 році футболіста призвали до лав Радянської Армії. Строкову службу Тихонович спочатку проходив у футбольній команді ЛВВПУ, а пізніше його разом із Юрієм Дубровним перевели до тогочасної армійської команди майстрів — СК «Луцьк». У складі луцької армійської команди футболіст став бронзовим призером української зони другої ліги. В армійській луцькій команді футболіст грав ще рік, а з 1977 року, після відновлення армійської команди в Львові Анатолій Тихонович розпочав виступати за львський СКА. Після закінчення сезону 1979 року футболіст перейшов до складу профспілкової команди з Луцька «Торпедо», зігравши за сезон 38 матчів. Наступного сезону Анатолій Тихонович зіграв лише 7 матчів за луцький клуб, та закінчив виступи у командах майстрів. Надалі Тихонович ще кілька років тренував аматорський клуб «Підшипник» з Луцька.

## Життя
Зараз Анатолій Тихонович живе в місті Стрий.

## Досягнення
- Бронзовий призер Чемпіонату УРСР з футболу 1975, що проводився у рамках турніру в шостій зоні другої ліги СРСР.